# Суперкубок Брунею з футболу 2015
Суперкубок Брунею з футболу 2015  — 7-й розіграш турніру. Матч відбувся 24 січня 2015 року між чемпіоном Брунею клубом Індера та володарем Кубка Брунею клубом МС АБДБ.
| Володар Суперкубка Брунею 2015 |
| ------------------------------ |
|                                |
| Індера Перший титул            |

## Матч

### Деталі
| 24 січня 2015 14:15 (EEST) |

| Індера             | 2:0 | МС АБДБ |
| ------------------ | --- | ------- |
| Френк 48' Азіз 53' |     |         |

| Хассанал Болкіах, Бандар-Сері-Бегаван |